# 大望橋
大望橋（たいぼうばし）は、長野県埴科郡坂城町大字中之条 - 大字網掛の千曲川に架かる坂城町道A06号線の橋長465.8 m（メートル）のトラス橋。

## 概要

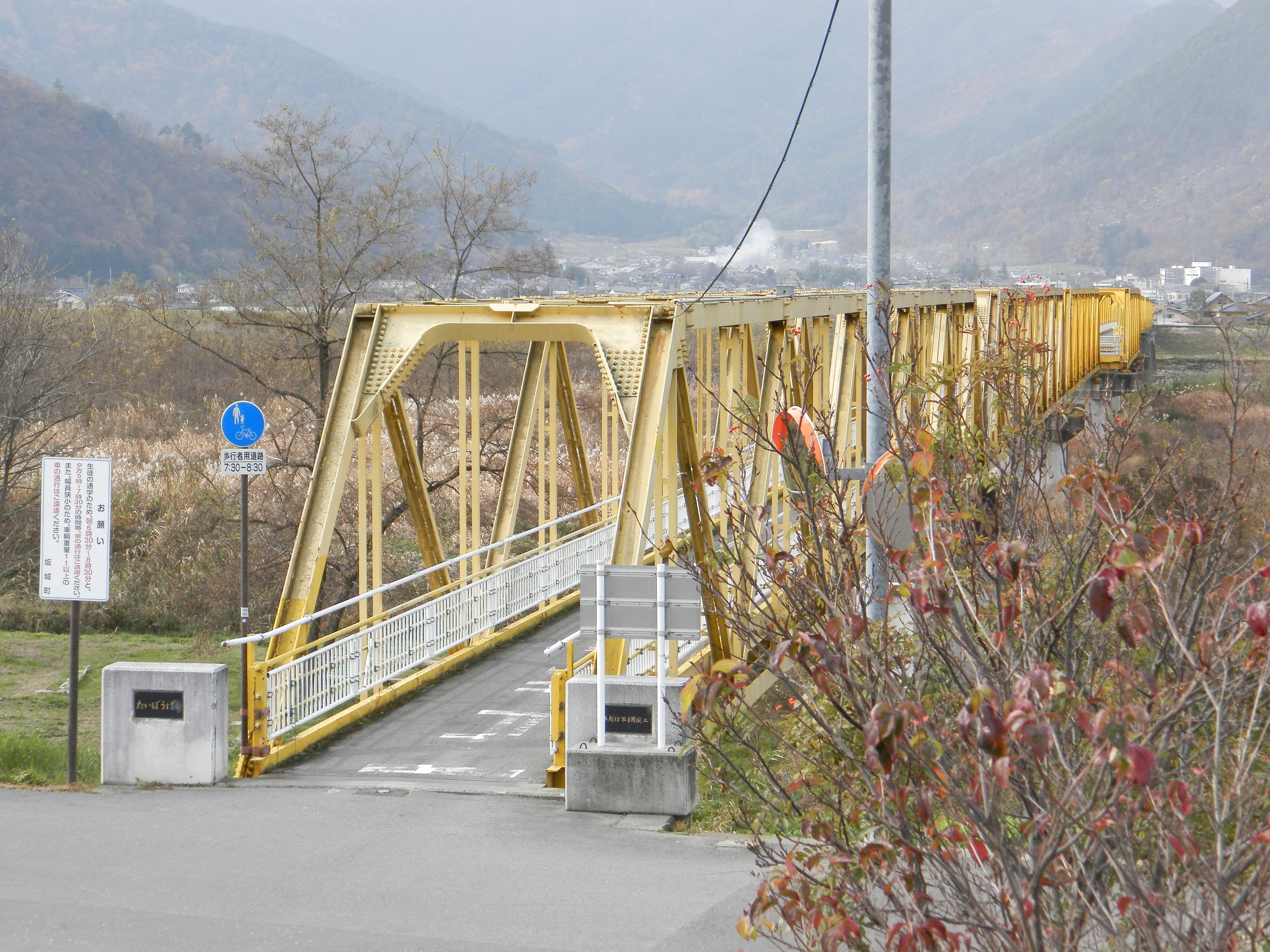
朝は歩行者用道路となる。車両すれ違いのため中央に拡巾部がある。

- 形式 - 鋼単径間下路単純ワーレントラス橋9連
- 橋長 - 465.825 m
  - 支間長 - 52 m（拡巾部）
- 幅員 - 2.5 m（標準部）・5.50 m（拡巾部）
- 施工 - 宮地鐵工所[注釈 1]（2000年架設部分）
- 架設工法 - 自走クレーン・ベント工法（2000年架設部分）

## 歴史
現在の大望橋の付近には古くから網掛から中之条や坂城とを結ぶ渡船があった。この渡船は千曲川の澪筋の変化や町の中心地の変化のためその位置を移動した。。1873年（明治6年）には船15艘をもって橋長108 m、幅2.8 mの船橋となり村上船橋と呼ばれたが、明治10年代に洪水で流失して渡し舟に復した。これは一旦途絶するが1888年（明治21年）に有料の渡船が再開された。
1960年（昭和35年）に坂城町と村上村が合併し、1962年（昭和37年）に坂城町の中学校を統合して千曲川右岸の中之条に坂城町立坂城中学校が建設された。村上地区からのこの中学校への通学への便宜を図ること、合併条件に架橋があったことから架橋が決まり、1964年（昭和39年）に左岸側から着手した。流心部のみ鋼トラス橋2連を架設し、残りは木橋による仮橋による形として1964年（昭和39年）6月12日に供用された。その後、災害などもあり中断され1973年（昭和48年）トラス橋1連を伸長した。1981年（昭和56年）8月22日から23日の台風15号によって一部が流失し、同年9月18日に復旧されたが、1982年（昭和57年）8月2日に台風10号のため流失した。この災害復旧としてトラス橋1連が架設され、1983年（昭和58年）5月31日に開通した。さらに補助金の関係から1990年（平成2年）にトラス橋2連、1993年（平成5年）トラス橋1連を架設した。拡巾されたトラス1連を含むトラス橋2連が2000年（平成12年）3月に架設され、着手から36年を経てようやく2000年（平成12年）4月23日に全面開通となった。